# ロンドン・ノース・イースタン・レールウェイ

2019年5月から12月の運転系統図

ロンドン・ノース・イースタン・レールウェイ（英語: London North Eastern Railway、略称：LNER） はイギリス運輸省（DfT）傘下の列車運行会社である。2018年6月にヴァージン・トレインズ・イースト・コースト（Virgin Trains East Coast、VTEC）よりロンドン・キングス・クロス駅を起点に北東イングランドおよびスコットランドに至るイースト・コースト本線（東海岸本線）の特急列車運行を継承する形で設立された。発着駅は全53駅であり、そのうち11駅で駅管理業務を担当している。

## 歴史
2015年2月から2023年3月までの契約で東海岸本線の都市間列車のフランチャイズを運営していたヴァージン・トレインズ・イースト・コースト（VTEC）は、業績の悪化により契約が打ち切られ、次のフランチャイズが決まるまでの間、2018年6月24日付でロンドン・ノース・イースタン・レールウェイ（London North Eastern Railway、LNER）としてつなぎ運行の対象とされた。VTECの前の列車運行会社であるイースト・コーストも2009年のナショナル・エクスプレス・イースト・コーストの撤退に伴って営業を開始した国有企業であり、2度目の国営化となった。
この国有化は2020年までの暫定措置であり、その間に新たな官民パートナーシップを構築するとされていた。2019年7月、LNERが2020年6月28日から2025年までの運営権を延長取得し、グレート・ノース・イースタン・レイルウェイ（GNER）以来最長のフランチャイジーになったことが発表された。
社名は、1923年に設立され1948年に国有化で幕を下ろした往時の4大私鉄の1社ロンドン・アンド・ノース・イースタン鉄道（LNER）にちなんだものである。

## 運行形態
LNERはキングス・クロス駅を起点に、イースト・コースト本線を経由し次の各方面に都市間列車を運行している。
| リーズ、ウェスト・ヨークシャー方面                               | リーズ、ウェスト・ヨークシャー方面 | リーズ、ウェスト・ヨークシャー方面 | リーズ、ウェスト・ヨークシャー方面                                                                                              |
| 運転区間                                                         | 毎時本数                           | 途中停車駅 | 延長運転 |
| ---------------------------------------------------------------- | ---------------------------------- | --- | --- |
| キングス・クロス駅－リーズ駅                                     | 1本                                | ピーターバラ駅、ドンカスター駅、ウェイクフィールド・ウェストゲート駅 北行列車は基本的に、キングス・クロス駅を毎時03分に発車する。 | 1日1本、キースリー駅経由スキプトン駅まで延長運転 1日1本、シプリー駅経由ブラッドフォード・フォースター・スクウェア駅まで延長運転 |
| キングス・クロス駅－リーズ駅                                     | 1本                                | スティーブニッジ駅、グランサム駅、ドンカスター駅、ウェイクフィールド・ウェストゲート駅 北行列車は基本的に、キングス・クロス駅を毎時33分に発車する。 | 1日1本、ハロゲイト駅まで延長運転                                                                                                |
| リンカーン、ハル、イースト・ヨークシャー方面                     |                                    | | |
| ルート                                                           | 毎時本数                           | 途中停車駅 | 延長運転 |
| キングス・クロス駅－ニューアーク・ノース・ゲート駅またはヨーク駅 | 1本                                | スティーブニッジ駅、ピーターバラ駅、グランサム駅 北行列車は基本的に、キングス・クロス駅を毎時06分に発車する。 2時間に1本は、レトフォードとドンカスターを停車してヨークまで延長運転される。この列車はヨーク駅で後続のエディンバラ・ウェイヴァリー駅行きの列車に接続できる。 | 1日5本、リンカンまで延長運転 1日1本、ハルまで延長運転                                                                           |
| ノースイースト、スコットランド方面                               |                                    | | |
| ルート                                                           | 毎時本数                           | 途中停車駅 | 延長運転 |
| キングス・クロス駅－エディンバラ・ウェイヴァリー駅               | 1本                                | ヨーク駅、ダーリントン駅、ニューカッスル駅、ベリック・アポン・ツイード駅 北行列車は基本的に、キングス・クロス駅を毎時00分に発車する。 所謂速達タイプである。フライング・スコッツマンを除き、所要時間は約4時間20分。 | 1日1本、インヴァネス駅まで延長運転 1日1本、スターリング駅まで延長運転 1日4本、アバディーン駅まで延長運転。うち1本はリーズ始発。 |
| キングス・クロス駅－エディンバラ・ウェイヴァリー駅               | 1本                                | ピーターバラ駅、ニューアーク・ノース・ゲート駅、ドンカスター駅、ヨーク駅、ノーザラートン駅（2時間に1本）、ダーリントン駅、ダラム駅、ニューカッスル駅、アルンマウス駅（2時間に1本） 北行列車は基本的に、キングス・クロス駅を毎時30分に発車する。 上述の速達タイプに対する、停車駅が多いタイプである。所要時間は4時間40分前後。 ヴァージン・トレインズが運行していた時代、オフピーク時は2時間に1本がニューカッスル駅止まりであったが、近年はエディンバラまで運転されるケースが増えている。2019年9月9日からも、ニューカッスル止まりだった列車のうち2本がエディンバラ行きとなった。 | 1日1本、グラスゴー・セントラル駅まで延長運転 1日1本、サンダーランド駅まで延長運転                                               |

### 愛称付列車
LNERで運行している愛称付列車は以下のとおり。
| 列車名                             | 発駅                                 | 着駅             | 備考 |
| ---------------------------------- | ------------------------------------ | ---------------- | --- |
| フライング・スコッツマン           | エディンバラ・ウェイバリー           | キングス・クロス | 1862年運転開始。当初は往復であったが、現在はエディンバラからロンドンへ片道のみの運転である。途中ニューカッスル駅にのみ停車する。基本的に日立製801形電車（9両編成）で運行し、他の同経路の列車は4時間20分から40分要するところ、この列車のみ所要4時間で結んでいる。 |
| ハイランド・チーフテン             | キングス・クロス                     | インヴァネス     | LNERの最長距離列車 |
| ノーザン・ライツ                   | キングス・クロス                     | アバディーン     | |
| ウェスト・ライディング・リミテッド | ブラッドフォードフォースタースクエア | キングス・クロス | ブラッドフォードからロンドンまでのみ運行。 |

## 使用車両
LNERは、VTECからインターシティー125およびインターシティー225を継承した。
2016年9月以来、VTECは、ニューアーク、ヨーク、リーズへの運行で使用するために、DBカーゴから3両の90形を借り入れていた。LNERはこれらの機関車を引き継いでおり、91形機関車の不足が続いているため、当面は保持する予定である。
2019年5月15日より、都市間高速鉄道計画により導入された日立製作所製の800形「AZUMA（あずま）」の営業運転が開始され、2019年9月16日から801形「AZUMA（あずま）」の営業運転も開始された。

### 現在の車両
| 列車編成            | 形式           | 画像 | 車種             | 最高速度 | 最高速度 | 編成本数/両数 | 編成両数 | 備考                                           |
| 列車編成            | 形式           | 画像 | 車種             | mph      | km / h   | 編成本数/両数 | 編成両数 | 備考                                           |
| ------------------- | -------------- | ---- | ---------------- | -------- | -------- | ------------- | -------- | ---------------------------------------------- |
| インターシティー125 | 43形           |      | ディーゼル機関車 | 125      | 200      | 32両          |          |                                                |
| インターシティー125 | マーク3客車    |      | 客車             | 125      | 200      | 130両         | 9両編成  | 座席表                                         |
| インターシティー225 | 90形           |      | 電気機関車       | 110      | 177      | 6両           |          | 91形の不足解消のため、DBカーゴからの短期借用。 |
| インターシティー225 | 91形           |      | 電気機関車       | 140      | 225      | 31両          |          |                                                |
| インターシティー225 | マーク4客車    |      | 客車             | 140      | 225      | 302両         |          | 座席表                                         |
| インターシティー225 | 制御荷物車     |      | 制御車           | 140      | 225      | 31両          |          |                                                |
| A-train             | 800形「AZUMA」 |      | バイモード車     | 140      | 225      | 10本          | 5両編成  | 座席表                                         |
| A-train             | 800形「AZUMA」 | 13本 | バイモード車     | 140      | 225      | 9両編成       |          | 座席表                                         |
| A-train             | 801形「AZUMA」 |      | 電車             | 140      | 225      | 12本          | 5両編成  |                                                |
| A-train             | 801形「AZUMA」 | 30本 | 電車             | 140      | 225      | 9両編成       |          |                                                |

### 将来
既存の車両（インターシティー125及び225）は800形及び801形で置き換えることが決まっている。
VTECは当初、6から8編成のインターシティー225を改修しての継続使用を計画していたが、LNERは現代に見合う改修に多大な手間が掛かることが見込まれたため、これを諦めて801形電車で置き換えることとした。
一方、2023年11月には増備車としてスペインのCAFが製造する、架線からの集電、充電池、ディーゼルエンジンの3種類の動力源に対応した10両編成のトライモード車両が10本導入される事が決定している。